# Bydgoszcz Politechnika
Bydgoszcz Politechnika, poprzednio Bydgoszcz Akademia – przystanek kolejowy w Bydgoszczy w dzielnicy Fordon przy ulicy Fordońskiej i Szlakowej, w pobliżu kompleksu Politechniki Bydgoskiej im. Jana i Jędrzeja Śniadeckich.

## Historia
Nazwa przystanku kolejowego nawiązuje do nazwy uczelni znajdującej się w pobliżu. 1 maja 2004 roku przystanek został zamknięty dla pociągów osobowych. 13 listopada 2008 roku został przywrócony ruch pasażerski.

## Ruch pasażerski
| Rok  | Wymiana pasażerska na dobę |
| ---- | -------------------------- |
| 2017 | 10-19                      |
| 2022 | 10-19                      |

Przez przystanek przejeżdżają pociągi osobowe spółki Arriva do i z Chełmży. Budynek poczekalni był zdewastowany i został rozebrany jesienią 2015 roku. Od tego czasu na przystanku znajduje się tylko wiata, tablice z nazwą stacji i gablota na rozkład jazdy.
W 2019 przeprowadzono remont przylegającego do przystanku wiaduktu kolejowego nad ulicą Kaliskiego. W 2023 roku zmieniono drugi człon nazwy z Akademia na Politechnika. Stara nazwa przystanku nawiązywała do dawnej nazwy uczelni Akademia Techniczno-Rolnicza.

## Komunikacja
- Autobusy dzienne:

przystanek Dworzec Politechnika:
- 65 Nad Wisłą – Dworzec Leśne (wybrane kursy Łoskoń)
- 83 Tatrzańskie – Czyżkówko (przystanek w stronę Czyżkówka)
- 89 Tatrzańskie – Błonie (przystanek w kierunku Błonia) przez Politechnikę